# جرف موشک (روستا)
 جرف موشک  به عربی ( جَرف مُوشک  )، روستایی است در دهستان 

## جمعیت
جمعیت آن ( 130 ) نفر (11 خانوار) می‌باشد.